# Simo Valakari
Simo Valakari (Helsinki, 28 april 1973) is een voormalig profvoetballer uit Finland, die speelde als verdedigende middenvelder gedurende zijn carrière. Hij is sinds 2017 de hoofdcoach van Tromsø IL. Simo's zonen Onni en Paavo spelen ook profvoetbal.

## Clubcarrière
Valakari beëindigde zijn actieve loopbaan in 2009 bij de Finse club TPS Turku en stapte nadien het trainersvak in. Hij speelde eveneens profvoetbal in Engeland, Schotland en de Verenigde Staten.

## Interlandcarrière
Valakari kwam in totaal 32 keer (nul doelpunten) uit voor de nationale ploeg van Finland in de periode 1996-2002. Onder leiding van bondscoach Jukka Ikäläinen maakte hij zijn debuut op 16 maart 1996 in de vriendschappelijke uitwedstrijd tegen Koeweit (0-1) in Koeweit-Stad, net als Jonatan Johansson (TPS Turku) en Aarno Turpeinen (HJK Helsinki).

## Trainerscarrière
Drie jaar na zijn aantreden bij Seinäjoen Jalkapallokerho leidde Valakari de club in 2015 naar de eerste landstitel uit de geschiedenis, een jaar later gevolgd door de eerste Finse beker. In de zomer van 2017 werd hij aangesteld als hoofdcoach van de Noorse club Tromsø IL, waar hij Bård Flovik opvolgde,

## Erelijst
MyPa-47
- Beker van Finland

1995